# کالیبر ۲۲ فوق‌بلند
کالیبر ۲۲ فوق‌بلند (انگلیسی: .22 Extra Long) یا کالیبر ۱۹×۵٬۶ میلی‌متر (انگلیسی: 5.6×19mm) یکی از انواع قدیمی فشنگ تفنگ گلوله‌زنی چاشنی لبه‌ای و دیواره مستقیم بدون گلوگاهِ کالیبر ۲۲ است که متعلق به سال ۱۸۸۰ ایالات متحده آمریکا می‌باشد.